# 日本工芸会
公益社団法人日本工芸会（にほんこうげいかい）は、重要無形文化財保持者を中心に伝統工芸作家や技術者などで組織する、日本の公益社団法人である。文化財保護法の精神にのっとり、無形文化財の保護育成を図ることを目的としている。本部は東京国立博物館内にある。

## 沿革
- 1955年（昭和30年）6月27日 - 社団法人日本工芸会 設立許可
- 2011年（平成23年）4月1日 - 公益社団法人日本工芸会 移行認定

### 総裁
- 初代 - 高松宮宣仁親王
- 2代目 - 桂宮宜仁親王
- 3代目 - 眞子内親王（2016年（平成28年）6月15日[1] - 2021年（令和3年）10月26日[2]）
- 4代目 - 佳子内親王（2022年（令和4年）6月14日 - ）[3]

## 主催展覧会
- 日本伝統工芸展